# Amelia Warner
Amelia Warner (n. 4 iunie 1982) este o actriță, cântăreață și compozitoare engleză.

## Biografie
Warner, născută Amelia Catherine Bennett în Merseyside, Regatul Unit,, este unicul copil al actorilor Annette Ekblom și Alun Lewis. Unchiul său pe linia paternală este actorul Hywel Bennett. După divorțul părinților, Amelia se mută cu mama ei la Londra. Aici ea va urma cursurile la Royal Masonic School for Girls. La vârsta de 16 ani va începe studiul la s College of Fine Arts și Goldsmith’s College din Londra. În anul 2001 se căsătorește cu actorul irlandez Colin Farrell.  

## Filmografie
- Olga? (2010)
- The Echo (2008)
- The Dark Is Rising (2007)
- Gone (2006)
- Alpha Male (2006)
- Stoned (2005)
- Æon Flux - Una Flux (2005)
- Winter Passing (2005)
- Love's Brother (2003)
- Nine Lives - Laura (2002)
- Mountaineering (Radio BBC 4 serii) (2002)
- Lorna Doone - Lorna Doone (Două serii BBC) (2000)
- Take a Girl Like You (Trei serii BBC bazat pe romanul lui Kingsley Amis) (2000)
- Waking the Dead BBC TV series (2000)
- Quills - Simone Royer-Collard (2000)
- Don Quixote (USA TV series) (2000)
- Mansfield Park - Fanny Pret ca un adolescent (1999)
- Aristocrats (BBC mini series) (1999)
- Casualty (BBC Medical drama: Episode 13.6 'Eye Spy') (1998)
- Kavanagh QC (British ITV seria, guest star) (1998)

## Discografie

### Albume
| Titlu      | Detalii                                                                     | Poziție |
| Titlu      | Detalii                                                                     | UK      |
| ---------- | --------------------------------------------------------------------------- | ------- |
| Renditions | - First Studio album - Lansat: 12 December 2011 - Label: Universal / Island | 89      |

### Single-uri
| An   | Single                                           | Poziție | Album      |
| An   | Single                                           | UK      | Album      |
| ---- | ------------------------------------------------ | ------- | ---------- |
| 2009 | "Beasts"                                         | —       | Renditions |
| 2011 | "Please, Please, Please, Let Me Get What I Want" | 31      | Renditions |